# Macrohymenium muelleri
Macrohymenium muelleri är en bladmossart som beskrevs av Frans François Dozy och Molkenboer 1848. Macrohymenium muelleri ingår i släktet Macrohymenium och familjen Sematophyllaceae. Inga underarter finns listade i Catalogue of Life.